# ميخائيل وايت (ملحن)
ميخائيل وايت (بالإنجليزية: Michael White)‏ هو ملحن أمريكي، ولد في 29 نوفمبر 1954 في نيو أورلينز في الولايات المتحدة.

## وصلات خارجية
- ميخائيل وايت على موقع ميوزك برينز (الإنجليزية)
- ميخائيل وايت على موقع ديسكوغز (الإنجليزية)